# Pachypappa pilosa
Pachypappa pilosa är en insektsart. Pachypappa pilosa ingår i släktet Pachypappa och familjen långrörsbladlöss. Inga underarter finns listade i Catalogue of Life.